# Antilopenhaus

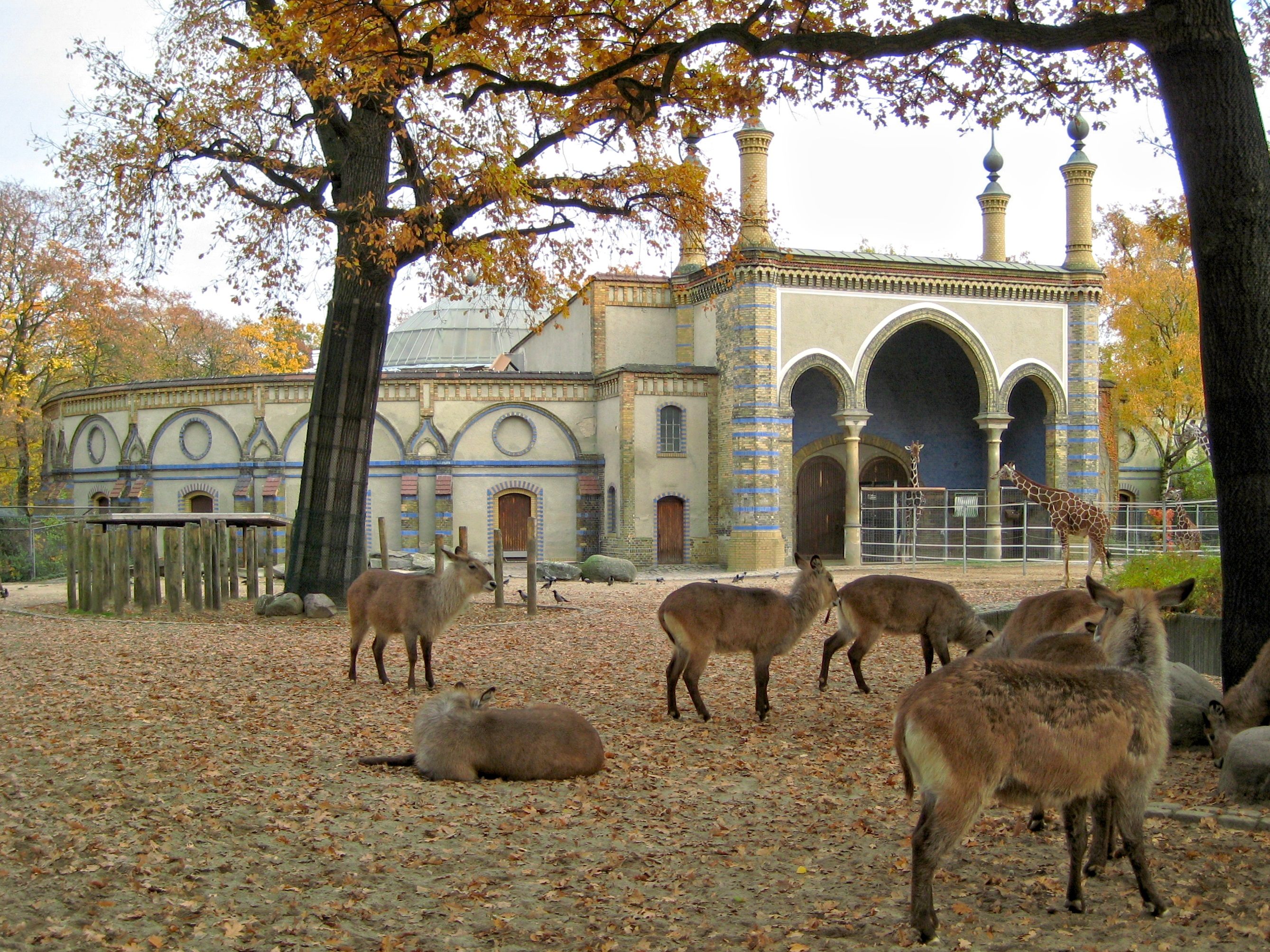
Antilopenhaus im Zoologischen Garten Berlin

Ein Antilopenhaus ist ein in zoologischen Gärten errichtetes Gebäude, in dem Antilopen gehalten werden und den Besuchern eine optimale Möglichkeit der Besichtigung geboten werden kann.
Antilopenhäuser bieten die Möglichkeit der Nachzucht, der Beobachtung und der Forschung.